# Cheiracanthium aizwalensis
Cheiracanthium aizwalensis är en spindelart som beskrevs av Biswas 2007. Cheiracanthium aizwalensis ingår i släktet Cheiracanthium och familjen sporrspindlar. Inga underarter finns listade i Catalogue of Life.